# Stepanchikovo y sus habitantes
Stepánchikovo y sus habitantes (Село Степанчиково и его обитатели, Seló Stepánchikovo i yegó obitátyeli) es una novela escrita por Fiódor Dostoyevski y publicada en 1859.
Fue escrita colocando a uno de los personajes, Serguéi Aleksándrovich, como autor y narrador de la historia.
El tono de la obra es de comedia, sin dejar de ser por lo jocoso del argumento una obra con los toques característicos del autor, como la profunda precisión psicológica, que sin embargo, destaca por ser mucho más amena.

## Argumento
La historia se desarrolla en una aldea rural llamada Stepánchikovo y comienza cuando el coronel Yegor Ilich Rostaniev envía a traer a su sobrino Serguéi para que le ayude en su casa por los problemas que ha creado un nuevo huésped y también para que se case con su niñera de la cual él está enamorado pero por intrigas familiares e intereses económicos se ve forzado a rechazarla. 
El principal problema en la casa del coronel es su huésped más “ilustre” el casi autonombrado señor de la casa Fomá Fomich quien es declarado por el autor como el “héroe de la novela”, un personaje de carácter absurdo y con pretensiones de erudito que pone la casa y las vidas de la aldea de Stepánchikovo literalmente patas arriba.

## Personajes principales
Fomá Fomich Opiskin : es el personaje central de la historia.
Un tipo de carácter en demasía exótico que fue vejado de la manera más humillante por su antiguo señor, el general Krajotkin, y al morir su amo crea un poderoso ascendente sobre la viuda de éste, que a la vez es la madre del coronel Yegor Ilich Rostaniev. Ambos se mudan a la propiedad de él, donde Fomá Fomich demuestra su carácter despótico y ruin comportándose como el señor de la hacienda.
Yegor Ilich Rostaniev : es de alguna manera la víctima de la historia, antiguo soldado dotado de un carácter afable y cándido que debe de vivir prácticamente de puntillas en su propia casa, sometido por la debilidad de carácter a su despótica y anciana madre y sobre todo al protegido de ésta, el soberbio y huecamente inflado Fomá Fomich.
Serguéi Aleksándrovich (Seriozha): es el sobrino del coronel Yegor Ilich Rostaniev y es colocado como el autor y narrador de la obra. Se trata de un joven instruido que es traído por su tío para que le ayude con el desastre en que se ha convertido su hogar y también para que se case con su institutriz. Desde el principio el joven comprende la locura en que se ha convertido la casa de su tío. Además enfrenta a Fomá Fomich ganándose el odio de éste.
Nastasia Evgráfovna (Nástenka):  es la institutriz de la casa del coronel, a los cuales une un amor recíproco. Al principio éste intenta casarla con su sobrino pero ella lo rechaza; al final Yegor Ilich se arma de valor y antepone su sentimiento por la joven y se casan. La dulce Nástenka es la única que logra colocar en su sitio al ridículo Fomá Fomich.
Tatiana Ivánovna : es una rica heredera que en su juventud sufrió las penurias más extremas y en edad ya madura hereda una considerable fortuna. Es llevada mediante engaños a la casa del coronel, donde Fomá Fomich y su séquito planean casarlos. La pobre Tatiana Ivánovna es colocada por el autor como una de las heroínas de la historia: la pobre borda casi la locura, pero al final demuestra bastante cordura al dejar un testamento cuerdo y razonable a favor de los niños pobres.
Stepán Alekséievich Bajchéiev : terrateniente vecino del coronel, de condición robusta y carácter explosivo pero cándido a la vez. Tornadizo y cambiante, sabe perfectamente la mala persona que es Fomá Fomich, pero es capaz de olvidarlo todo por un buen acto de este.
Iván Ivánovich Mizínchikov : es el primo de Serguéi, que se hospeda en la casa del coronel viviendo a sus expensas. Tiene planeado escapar con Tatiana Ivánovna para quedarse con su fortuna, pero otro huésped de la casa le arrebata la idea. Al fin desiste de tan loca idea y se emplea como administrador de otra hacienda y con el tiempo él mismo se transforma en un rico propietario.

## Capítulos
El libro se divide en dos partes:
Primera Parte
- Introducción
- El Señor Bajchéiev
- Mi tío
- A La Hora Del Té
- Ezhevikin
- Donde se Habla Del Buey Blanco Y De Kamárinski El Aldeano
- Fomá Fomich
- Declaración Amorosa
- Vuecencia
- Mizínchikov
- Era Imposible

Segunda Parte
- La Persecución
- Novedades
- El Santo de Ilyusha
- El Exilio
- Fomá Fomich Concierta La Felicidad De Todos
- Conclusión

## Listado de personajes
- Fomá Fomich Opiskin
- Coronel Yegor Ilich Rostaniev
- Serguéi Aleksándrovich (Seriozha), sobrino del coronel
- Agafia Timoféievna Krajótkina, viuda del general Krajotkin y madre del coronel
- Nastasia Evgráfovna Ezhevíkina (Nástenka)
- Tatiana Ivánovna, pariente lejana del coronel
- Stepán Alekséievich Bajchéiev
- Iván Ivánovich Mizínchikov
- Evgraf Lariónych Ezhevikin, padre de Nástenka
- Anna Nílovna Perepelítsina
- Iliá Yegórovich Rostaniev (Ilyusha), hijo del coronel
- Aleksandra Yegórovna Rostanieva (Sáshenka), hija del coronel
- Pável Semiónovich Obnoskin con su madre Anfisa Petrovna
- Grigori Vidopliásov, lacayo del coronel
- Praskovia Ilínichna, hermana del coronel
- Falaléi
- Gavrila
- Korovkin
- Arjip Korotkin